# قانون مكافحة المثلية في أوغندا 2014
قانون مكافحة المثلية في أوغندا 2014 (المعروف سابقًا باسم «قانون قتل المثليين» في الوسائل الإعلامية الغربية بسبب عقوبة الإعدام التي كانت موجودة في النسخة الأصلية منه)، هو قانون شُرِّع عبر البرلمان الأوغندي في العشرين من كانون الأول/ ديسمبر من عام 2013؛ يحكم هذا القانون على الأشخاص المثليين بالسجن المؤبد بدلًا من الإعدام. وقّع مشروع القانون الرئيس الأوغندي يوري موسفني ليصبح قانونًا نافذًا في الرابع والعشرين من شباط/ فبراير عام 2014، لكن المحكمة الدستورية حكمت على القانون بوقف التنفيذ في الأول من آب/ أغسطس عام 2014.
يؤدي هذا القانون في حال تطبيقه إلى توسيع نطاق تجريم العلاقات مثلية الجنس في أوغندا محليًا، كما أنه يشمل بنودًا تخص الأشخاص القاطنين خارج البلاد ممن تقع عليهم اتهامات مخالفة القانون، مؤكدًا على قابلية طلب إحضارهم إلى أوغندا ومحاكمتهم، ويتضمن هذا القانون أيضًا عقوبات على الأشخاص والشركات والمنظمات غير الحكومية التي تدعم أو تشجع على الممارسات مثلية الجنس، ومنها تنظيم الزواج المثلي. إضافةً إلى ذلك يُمَكّن هذا القانون حكومة أوغندا من التراجع عن الالتزامات الدولية والإقليمية التي تراها متعارضة مع بنود هذا القانون.
تعتبر العلاقات مثلية الجنس ممنوعة قانونيًا في أوغندا منذ الحكم الاستعماري البريطاني -حالها حال العديد من الدول الأفريقية الأخرى، وقد كانت هذه الممارسات –قبل صدور القانون- تعرض صاحبها للملاحقة القانونية والسجن لمدة تصل حتى 14 سنة. قدّم هذا القانون عضو البرلمان الأوغندي ديفيد باهاتي باعتباره مشروع قانون خاص في الرابع عشر من تشرين الأول/ أكتوبر عام 2009.
تم تمرير مذكرة خاصة لتقديم هذا القانون بعد شهر من اجتماع أكد فيه 3 ناشطون مسيحيون من الولايات المتحدة الأميركية أن المثلية هي تهديد مباشر لتماسك العائلات الأفريقية. عارض المجتمع الدولي هذا القرار متهمًا الحكومة الأوغندية بتشجيع العنف ضد مجتمع الميم بهذا القانون.
بادرت الولايات المتحدة بفرض عقوبات اقتصادية على أوغندا في حزيران/ يونيو من عام 2014 ردًا على القرار، أما البنك الدولي فقد أجل قرضًا إغاثيًا بقيمة 90 مليون دولار إلى أجلٍ غير مسمىً. قامت كذلك حكومات الدنمارك وهولندا والسويد والنروج بإيقاف إرسال المساعدات إلى أوغندا اعتراضًا على القانون الجديد. ومع ذلك، تمسّكت الحكومة الأوغندية من جهتها بمشروع القرار ورفضت الإدانة الموجهة إليه، كما صرحت السلطات الرسمية للبلاد أن الرئيس موسفني يريد «إبراز استقلالية أوغندا في وجه الضغوطات والاستفزازات الغربية».
أظهرت عدة تقارير أن القانون الجديد قد أدى إلى تفاقم رهاب المثلية في أوغندا والجدال المحتدم المرتبط به. ادعت تقارير أخرى بشكل أكثر تفصيلًا أن مثل هذه الخطوات التشريعية ما هي إلا نتيجةً لرهاب المثلية في الوسط السياسي، كما قالت بأنها أداة تستخدم في الخطاب السياسي لدعم مصالح القادة السياسيين بهدف اكتساب المزيد من الشعبية أو لصرف النظر عن الفساد في المجالات الأخرى.

## خلفية تاريخية
ادعى بعض ناشطي حقوق المثليين أن عدد المثليين في أوغندا يصل إلى 500 ألف شخص ممثلين نحو 1.4% من تعداد البلاد السكاني، ولكن الحكومة الأوغندية وصفت هذا الرقم بأنه مبالغة مصممة لزيادة شعبية المثلية. مع ذلك، أكّدت شبكة بي بي سي في عام 2009 استحالة تحديد العدد الحقيقي للمثليين الموجودين في أوغندا لأسباب كثيرة. تحظر القوانين الحالية المعتمدة في البلاد السلوك الجنسي المثلي وتعاقبه بأحكام تصل إلى السجن لمدة 14 سنة. وتعتبر هذه القوانين بقايا من الحكم الاستعماري البريطاني الذي كان مصممًا لمعاقبة كل ما وجدته السلطات الاستعمارية «جنس غير طبيعي» بين السكان الأوغنديين المحليين.
تعتمد المثلية الجنسية في بعض المناطق نمط الطبقية العمرية بشكل مشابه لما كان منتشرًا في اليونان القديم حيث كان المحاربون يبتاعون الفتيان كأزواج لهم؛ وهو سلوك شائع عندما لا يكون الوصول إلى النساء متوفرًا، كما تتواجد العلاقات المثلية ضمن إطار علاقات الدعارة العابرة. طالبت مجموعات حقوق الإنسان بإصلاح هذه القوانين وإلغاء تجريم المثلية، كما أكدت على أن هذه القوانين تزيد من الاضطهاد وتولد العنف ضد مجتمع الميم.
يقول مراسل في أفريقيا: «يرى الأفريقيون المثلية الجنسية على أنها فعل غير أفريقي وغير مسيحي»، إذ تُجرِّم نحو 38 دولة من أصل 53 دولة في أفريقيا المثلية الجنسية بشكل أو بآخر. وجد استطلاع رأي أجري في عام 2013 أنّ الغالبية العظمى من الأوغنديين يرفضون المثلية، والدولتان الوحيدتان اللتان تدعمان حقوق المثليين في أفريقيا جنوب الصحراء الكبرى هما جنوب أفريقيا وناميبيا.
ومع ذلك، لم يمنع دعم جنوب أفريقيا لحقوق مجتمع الميم من اغتصاب وقتل ناشطة حقوق مجتمع الميم يودي سميلان عام 2008، انتقدت مجموعات حقوق الإنسان الشرطة المحلية لكونها غير فعالة أو غير متعاطفة مع ضحايا هذه الجرائم. يواجه المثليون في أوغندا جوًا من الاعتداء الجسدي وتخريب الممتلكات والابتزاز والتهديد بالقتل وحتى «الاغتصاب التصحيحي» كما هو الحال في عدد من البلاد الأفريقية الأخرى.
نظّمت شبكة فاميلي لايف الإذاعية بقيادة الأوغندي ستيفن لانغا ورشة عمل بين الخامس والثامن من آذار/ مارس عام 2009 بعنوان «ندوة حول كشف الأجندة المثلية» في كامبالا عاصمة أوغندا. تضمّن الاجتماع مشاركة 3 مسيحيين إنجيليين من الولايات المتحدة الأميركية: الكاتب سكوت لايفلي صاحب كتب عديدة معارضة للمثلية، وكاليب لي برونديدج الذي يدعي أنه مثلي سابق ويجري جلسات لعلاج المثلية، بالإضافة إلى دون شميرر عضو مجلس إكسودس إنترناشونال، وهي منظمة مخصصة لتعزيز «الحرية من المثلية من خلال قوة يسوع المسيح» بتمويل من سلسلة المطاعم الشهيرة تشيك فيل أي.
تمحور هذا المؤتمر عمومًا كما ذكرت صحيفة ذا نيو يورك تايمز حول «الأجندة المثلية»: «كيف يمكن أن تجعل المثليين مغايري الجنس، كيف يقوم الرجال المثليون باغتصاب الفتيان المراهقين وكيف أن ’الحركة المثلية هي مؤسسة شريرة’ هدفها هو تدمير المجتمع المبني على الزواج واستبداله بثقافة من العشوائية الجنسية». كان كابيا كاوما -هو قس أنجليكي من زامبيا- من بين الحضور وتابع المؤتمر كمراسل، أكد لايفلي من خلال ورشاته أن تشريع المثلية سوف يكون شبيهًا بتقبل التحرش بالأطفال والجنس مع الحيوانات، كما ادعى أيضًا أن المثليين يهددون المجتمع من خلال التسبب بمعدلات أعلى من الطلاق والاعتداء على الأطفال ونقل فيروس العوز المناعي البشري HIV.
كما ذكر أيضًا أن المثليين في الولايات المتحدة انطلقوا ليجنّدوا الشباب ضمن نمط حياتهم المثلي. وتبعًا لكاوما، أعلن واحد من آلاف الأوغنديين الموجودين في المؤتمر أن «[البرلمان] يجد من الضروري وضع مسودة قانون يتعامل بشكل مناسب مع مسألة المثلية... ويأخذ بعين الاعتبار الأجندة المثلية الدولية... حاليًا يوجد اقتراح لقانون جديد سوف توضع مسودته».
التقى لايفلي خلال آذار/ مارس عام 2009 بعدد من أعضاء البرلمان الأوغندي بالإضافة إلى وزير الأخلاق العامة جيمس نسابا بوتورو، وكتب لايفلي لاحقًا في مدونته أن لانغا كان «سعيدًا جدًا بنتائج جهودنا، وكان متأكدًا أن الأسابيع القادمة سوف تشهد تطورًا ملحوظًا في المناخ الأخلاقي للبلاد، وازديادًا كبيرًا في النشاط الداعم للعائلة في كل دائرة اجتماعية». ذكر لايفلي أيضًا أنّ مراقبًا محترمًا للمجتمع في كامبالا قد أخبره بأن حملتهم كانت قنبلة نووية ضد «المخطط المثلي» في أوغندا، وهو يصلي ليكون هذا الكلام حقيقيًا.